# サヴォーナ県

サヴォーナ県
Provincia di Savona

サヴォーナ県（サヴォーナけん、Provincia di Savona）は、イタリア共和国リグーリア州に属する県の一つ。県都はサヴォーナ。

## 地理

### 位置・広がり
東西に長いリグーリア州の西部に位置する。南はリグーリア海に面し、西と北はピエモンテ州に接する。
隣接する県は以下の通り。
- 北 - アスティ県 （ピエモンテ州）
- 北東 - アレッサンドリア県 （ピエモンテ州）
- 東 - ジェノヴァ県
- 南西 - インペリア県
- 北西 - クーネオ県 （ピエモンテ州）

### 県内の地域と主要な都市

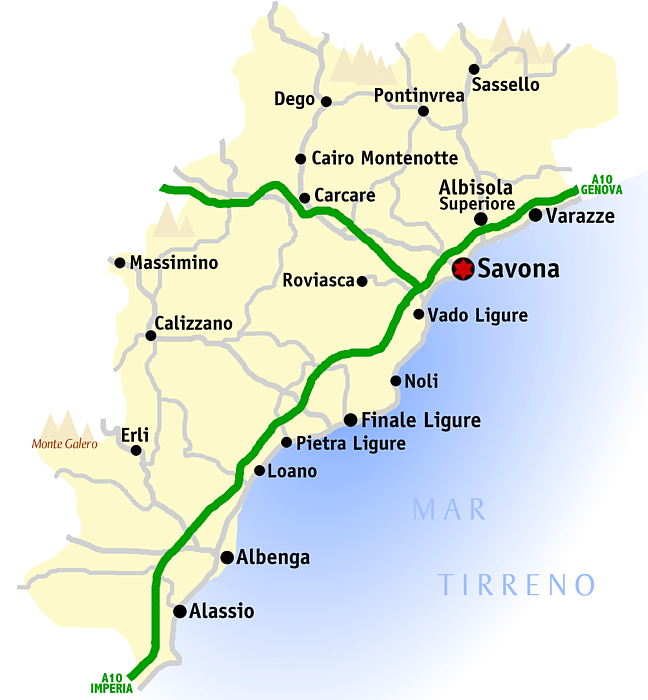
サヴォーナ県

2001年の国勢調査に基づく居住地区（Località abitata）別人口統計によれば、人口1万人以上の都市は以下の通り。
- サヴォーナ - 57,638人
- アルベンガ - 16,909人
- ヴァラッツェ - 11,673人
- アルビソーラ・スペリオーレ - 10,210人
- アラッシオ - 10,100人
- ロアーノ - 10,064人

- サヴォーナ
- アルベンガ
- ヴァラッツェ

## 行政区画
サヴォーナ県には69のコムーネが属する。主要なコムーネ（上位10位）は下表の通り。左端の数字はISTATコードを示す。人口は2020年1月1日現在。
| コード | 自治体名                   | 人口   |
| ------ | -------------------------- | ------ |
| 009056 | サヴォーナ                 | 59,439 |
| 009002 | アルベンガ                 | 23,524 |
| 009065 | ヴァラッツェ               | 12,899 |
| 009015 | カイロ・モンテノッテ       | 12,729 |
| 009029 | フィナーレ・リーグレ       | 11,229 |
| 009034 | ロアーノ                   | 10,820 |
| 009001 | アラッシオ                 | 10,538 |
| 009004 | アルビソーラ・スペリオーレ | 9,800  |
| 009049 | ピエトラ・リーグレ         | 8,477  |
| 009064 | ヴァード・リーグレ         | 8,217  |